# 庫利基夫卡 (斯瓦托韋區)
49°40′45″N 38°11′44″E / 49.67917°N 38.19556°E
庫利基夫卡（烏克蘭語：Куликівка）是位於烏克蘭東部的村莊，由盧甘斯克州斯瓦托韋區的下杜萬卡市鎮負責管轄。該村始建於1954年，面積0.54平方公里，海拔高度92米，2001年人口2，人口密度每平方公里3.7人。